# Кілганов Ліджи Карвенович
Ліджи Карвенович Кілганов (нар. 18 червня 1906, село Бага-Бурул Большедербетовського приставства Ставропольської губернії, тепер Калмикія, Російська Федерація — 14 листопада 1967, місто Москва) — радянський діяч, 2-й секретар Калмицького обласного комітету ВКП(б), голова Президії Верховної Ради Калмицької АРСР. Депутат Верховної Ради РРФСР 5-го скликання. Депутат Верховної Ради СРСР 1-го скликання (1937—1944).

## Біографія
Народився в родині селянина-бідняка. У 1916 році закінчив сільську школу в селі Бага-Бурулі, в 1917 році — один курс Воронцово-Миколаївської гімназії на станції Торгова Сальського округу Області Війська Донського.
З жовтня 1918 по вересень 1922 року виконував різні сільськогосподарські роботи у своєму господарстві в Багабурулівському аймаці Большедербетовського улусу Калмицької автономної області.
З вересня 1922 по вересень 1924 року — учень сільськогосподарського технікуму в аулі Башанта Калмицької автономної області. У 1923 році вступив до комсомолу.
У вересні 1924 — жовтні 1927 року — студент Комуністичного університету трудящих Сходу імені Сталіна в Москві.
З жовтня 1927 по квітень 1928 року — секретар Багацохуровського районного комітету ВЛКСМ Астраханської області.
У квітні — вересні 1928 року — завідувач відділу агітації і пропаганди Астраханського обласного комітету ВЛКСМ.
Член ВКП(б) з червня 1928 року.
У вересні 1928 — травні 1929 року — відповідальний секретар Калмицького обласного комітету ВЛКСМ.
З травня по жовтень 1929 року — заступник завідувача організаційно-розподільного відділу, з жовтня 1929 по лютий 1930 року — завідувач відділу агітації і пропаганди, з лютого 1930 по березень 1931 року — завідувач відділу культурно-просвітницької роботи, з березня 1931 по березень 1934 року — завідувач організаційно-інструкторського відділу, з березня по вересень 1934 року — завідувач радянсько-торгового відділу, інструктор Калмицького обласного комітету ВКП(б).
У вересні 1934 — березні 1935 року — 1-й секретар Долбанського (Приморського) улусного комітету ВКП(б) Калмицької автономної області. У березні 1935 — березні 1936 року — 1-й секретар Лаганського улусного комітету ВКП(б) Калмицької АРСР.
З березня 1936 по червень 1937 року — завідувач відділу керівних партійних органів Калмицького обласного комітету ВКП(б).
У червні 1937 — червні 1938 року — 2-й секретар Калмицького обласного комітету ВКП(б). Рішенням Політбюро ЦК ВКП(б) 16 липня 1937 року затверджений членом трійки УНКВС по Калмицькій АРСР.
У липні 1938 — січні 1939 року — постійний представник Калмицької АРСР при Президії Верховної ради СРСР у Москві.
З січня 1939 по вересень 1940 року — директор Калмицького павільйону Всесоюзної сільськогосподарської виставки в Москві.
З вересня 1940 по січень 1941 року — студент Всесоюзної планової академії імені Молотова в Москві, закінчив перший курс. З січня по квітень 1941 року не працював по хворобі.
У травні 1941 — лютому 1942 року — старший інспектор Переселенського управління РНК СРСР. З лютого 1942 по серпень 1943 року — заступник начальника сектору переселення колгоспних господарств відділу по господарському облаштуванню евакуйованого населення РНК РРФСР. З серпня 1943 по січень 1944 року — помічник завідувача секретаріату Ради народних комісарів (РНК) РРФСР. З січня по березень 1944 року не працював, знаходився на лікуванні.
У березні — жовтні 1944 року — завідувач планового відділу Московської обласної спілки промкооперації.
У листопаді 1944 — березні 1948 року — помічник заступника голови виконавчого комітету Ульяновської обласної ради депутатів трудящих. З березня 1948 по грудень 1949 року — начальник сектору торгівлі промисловими товарами Ульяновського обласного торгового відділу. З січня по квітень 1950 року не працював, на пенсії. З квітня 1950 по жовтень 1953 року — начальник відділу торгівлі і заготівель Ульяновської обласної Спілки кооперативних артілей інвалідів. З жовтня 1953 по листопад 1956 року — начальник відділу торгівлі і збуту Ульяновської обласної промради.
У грудні 1956 — жовтні 1958 року — заступник голови виконавчого комітету Калмицької обласної ради депутатів трудящих.
У жовтні 1958 — травні 1959 року — голова Державної планової комісії РМ Калмицької АРСР.
У травні 1959 — січні 1962 року — голова Президії Верховної Ради Калмицької АРСР.
З січня 1962 по січень 1963 року — на пенсії, персональний пенсіонер.
З січня 1963 року — Державний арбітр при РМ Калмицької АРСР.
Помер у Москві 14 листопада 1967, похований на Старовведенському цвинтарі.

## Нагороди
- орден Трудового Червоного Прапора
- ордени
- медалі